# Karel Kazimour
Karel Kazimour (15. dubna 1889 Radětice – 2. července 1942 Luby u Klatov) byl český mlynář, muzikant, dirigent a hudební skladatel popravený nacisty.

## Život

### Mládí a první světová válka
Karel Kazimour se narodil 15. dubna 1889 na Viktorově mlýně u Radětic na táborsku v rodině tamního mlynáře Josefa Kazimoura a Anny rozené Mrzenové jako jeden ze čtyř sourozenců. Byl obdařen hudebním nadáním, ale protože byl předurčen k převzetí rodinného mlýna, nebyl v útlém mládí hudebně vzděláván. Až na přímluvu učitele dostal ve dvanácti letech od otce housle a začal se na ně učit hrát. Vychodil měšťanskou školu v Bechyni, následně vystudoval dvoutřídní obchodní školu v Českých Budějovicích, kde se učil hrát na violoncello a stal se členem studentského smyčcového kvarteta. Po ukončení studií se vrátil na rodný mlýn k nabytí mlynářské praxe. I zde se věnoval hudbě, první dochovanou skladbu zkomponoval v devatenácti letech. Vojenskou službu absolvoval v Benešově, kde se stal členem plukovní kapely, což mu umožnilo další hudební zdokonalování. Jako člen kapely 102. pluku přežil i první světovou válku.

### Po první světové válce
Po skončení první světové války se Karel Kazimour opět vrátil na rodný Viktorův mlýn, hudbě se ale věnoval i nadále, zapojil se i do kulturního života v nedaleké Bechyni. V roce 1922 se oženil s dcerou stehlovického starosty Marií Sosnovcovou, manželům se narodily děti Vlasta, Blažena a Karel. Stal se dirigentem hudebního odboru Sokola, hrál v bechyňském orchestru, komponoval hudbu pestrého zaměření. V roce 1936 úspěšně dirigoval hraní vlastních děl v pražské kavárně U Nováků, v roce 1941 se stal náměstkem nově ustaveného filharmonického orchestru v Bechyni.

### Okolnosti zatčení a popravy

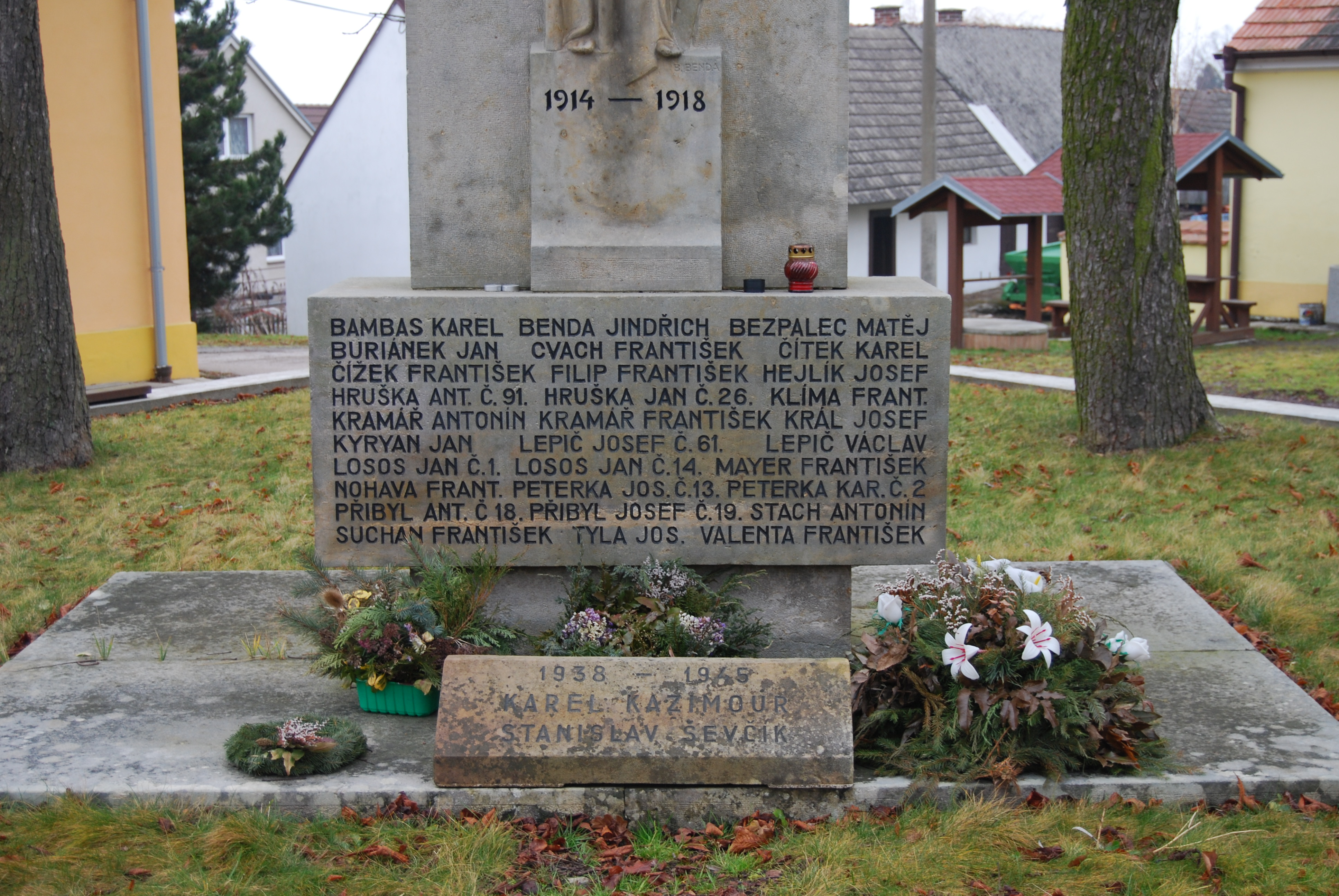
Pamětní deska na pomníku v Raděticích

Karel Kazimour byl kromě jiného členem předsednictva bechyňské okresní záložny. Na jeho schůzi v roce 1942 vyslechl vyprávění Severina Krzáka z Bernartic o jeho synovi Rudolfu Krzákovi, který byl v zahraničním odboji, a o pomoci bernartických občanů výsadku Intransitive. Gestapu nic neohlásil a kvůli tomu ulpěl v síti pozdějšího masového zatýkání, protože informace se dostala až k vysloužilému policistovi Hronkovi, který byl konfidentem. Karel Kazimour a další byli věznění v Klatovech. Dne 2. července 1942 byl popraven zastřelením na vojenské střelnici Spálený les v Lubech u Klatov.

## Rodina
Bratr Josef Kazimour se za první světové války stal legionářem v Rusku, později důlním inženýrem.